# Клер Денніс
Клер Денніс (англ. Clare Dennis, 7 березня 1916 — 5 червня 1971) — австралійська плавчиня.
Олімпійська чемпіонка 1932 року.
Переможниця Ігор Співдружності 1934 року.